# James Ludlow Elliot
James Ludlow Elliot (* 17. Juni 1943 in Columbus, Ohio; † 3. März 2011 in Wellesley, Norfolk County, Massachusetts) war ein US-amerikanischer Astrophysiker.

## Leben und Karriere
Er studierte Physik am Massachusetts Institute of Technology und promovierte in Astronomie an der Harvard University im Jahre 1972. Er war unter anderem Professor für Physik am MIT und bis zu seinem Tod Direktor des George R. Wallace, Jr.  Astrophysikalischen Observatoriums.
Er gehörte auch zu einem wissenschaftlichen Team, das die Erwärmung auf Triton beobachtete und auswertete.
Umstritten ist, ob James Elliot, Edward W. Dunham und Douglas J. Minkam die Ringe des Uranus entdeckten, oder ob William Herschel die Ringe schon im Jahr 1789 entdeckt hat. Zurzeit gelten Elliot, Dunham und Minkam als die Entdecker.
Der Asteroid des inneren Hauptgürtels (3193) Elliot wurde nach ihm benannt.